# Matteo Milani
Matteo Milani (Bergamo, 24 marzo 1995) è un kickboxer e taekwondoka italiano.

## Biografia
Figlio del campione di karate e kickboxing Federico Milani, inizia prestissimo la pratica delle arti marziali con il karate.
Nel 2008 approda nel mondo kickboxing, partecipando ai suoi primi campionati del mondo nei cadetti con un 5° posto,  con gli juniores.
Dal 2009 al 2014 conquista due ori individuali ai campionati europei, due ori a squadre ai campionati europei, un oro individuale ai campionati del mondo e un oro a squadre ai campionati del mondo.
Oltre a questi, svariati altri podi internazionali. 
Si ricordano anche le vittorie a svariate tappe di Coppa del Mondo WAKO e a tornei internazionali quali Bestfighter, Austrian Classics, Athens Challenge, Golden Glove, Golden Belt, Irish Open, Italian open.
Nel 2013 decide di provare a competere anche nel taekwondo, dopo un periodo di riposo per infortunio.
Vince subito i Campionati italiani cinture rosse e l'anno dopo, tra le cinture nere, si arrende solo all'olimpionico Basile in finale.
Ottiene la convocazione per le Universiadi in Corea e i Campionati europei U21 in Romania.
Nel 2015 conquista l'oro ai campionati italiani FITA nella categoria +87 kg, diventando il primo lombardo a raggiungere questo traguardo. Attualmente detiene 6 titoli italiani di categoria.
Nel 2016 rappresenta l'Italia ai campionati europei di Montreux e in diverse competizioni internazionali.
Ottiene solo nel 2017 le prime medaglie internazionali, con un argento al Luxor Open e un bronzo al Sofia Open.
Convocato ai Mondiali 2017 a Muju, in Corea si arrende agli ottavi di finale. Sempre con la nazionale italiana partecipa nel 2017 alle Universiadi a Taipei e nel 2018 ai Giochi del Mediterraneo in Spagna e agli Europei in Russia, piazzandosi al 5º posto. 
Dal 2018 approda tra i migliori 32 al mondo nella sua categoria, potendo così partecipare a una delle competizioni più ambite nel mondo del taekwondo: il Grand Prix.
Attualmente compete per la nazionale italiana e per il CUS di Bergamo.